# Hyptia chalcidides
Hyptia chalcidides är en stekelart som beskrevs av Günther Enderlein 1901. Hyptia chalcidides ingår i släktet Hyptia och familjen hungersteklar. Inga underarter finns listade i Catalogue of Life.